# ستارو مومچیلووو
ستارو مومچیلووو (به صربی: Staro Momčilovo) یک منطقهٔ مسکونی در صربستان است که در ژیتوراجا واقع شده‌است. ستارو مومچیلووو ۲۱۶ نفر جمعیت دارد.